# Dong gong xi gong
Dong gong xi gong (東宮西宮S, Dong gong xi gongP, titolo internazionale East Palace, West Palace) è un film del 1996 diretto da Zhang Yuan.
Il soggetto è basato su un racconto dello scrittore Wang Xiaobo.
L'opera è il primo film della Cina continentale a trattare esplicitamente il tema dell'omosessualità.

## Trama
Il giovane scrittore gay A-Lan viene fermato dalla polizia per un interrogatorio che durerà tutta la notte. Nel corso della storia la guardia Xiao Shi sviluppa per lui un interesse ai limiti dell'ossessione.

## Personaggi
- A-Lan, interpretato da Si Han, è un giovane omosessuale preso in consegna dalla polizia, in una notte, a Pechino.
- Xiao Shi, interpretato da Hu Jun, l'ufficiale di polizia in conflitto con i propri sentimenti che conduce l'interrogatorio di A-Lan.

## Produzione
Dong gong xi gong ha goduto di un budget di circa 260.000 dollari americani.

## Accoglienza

### Incassi
L'opera ha incassato complessivamente 46.470 dollari americani negli Stati Uniti.

### Critica
L'opera ha ottenuto su Rotten Tomatos il 60% di recensioni positive con un voto medio di 6.1/10.

## Riconoscimenti
- Ljubljana International Film Festival – 1997
  - Vinto – Miglior film della sezione Prospettive (Yuan Zhang)
- Festival internazionale del cinema di Mar del Plata – 1996
  - Vinto – Miglior regia (Yuan Zhang)
  - Vinto – Miglior sceneggiatura (Yuan Zhang e Wang Xiaobo)
  - Vinto – Menzione speciale (Jian Zhang)
  - Candidatura – Miglior film nella categoria competizione internazionale (Yuan Zhang)